# Matt Mottel
Matthew „Matt“ Mottel (* 1981 in New York City) ist ein amerikanischer Improvisationsmusiker (Keyboards).

## Leben und Wirken
Mottel stammt aus einer musischen Familie; sein Vater ist der Theaterregisseur und Fotograf Seyus Mottel (1930–2014), der Buckminster Fullers Wirken in den 1970er Jahren dokumentierte. An der State University of New York schloss er 2003 in New Paltz mit einem Bachelor in Politik- und Kulturwissenschaften ab. Später absolvierte er das Digital Intermedia Art Practice Programm des City College und erhielt dort 2019 einen Master.
Als Musiker ist Mottel an improvisierter und kreativer Musik und Mischformen aus Jazz, Rock, Punk, Funk und Psychedelia interessiert und nahm mit Bands wie Afternoon Freak auf. Gemeinsam mit Kevin Shea bildete er 2003 Talibam!, das als Duo mehrere Alben vorlegte und auch mit Sam Kulik bzw. mit Silke Eberhard und Nikolaus Neuser arbeitete. Mit dem Duo trat er seit 2017 mehrfach beim Moers Festival auf. Mehrere Jahre lange spielte er auch mit der CSC Funk Band.
Als Künstler baut Mottel zudem in Gemeinschaftsaktionen geodätische Kuppeln als Performance-Architektur; er präsentierte seine Arbeiten im Museum of Modern Art in New York, im Museum of Contemporary Art in Chicago und im Victoria & Albert Museum in London.
Mit Shea war er 2021 in Moers Improviser in Residence.

## Diskographische Hinweise
- Ernie Brooks, Matt Mottel, Steve Shelley: Don’t You Know Who I Thought I Was (Vampire Blues 2019)
- Silke Eberhard, Nikolaus Neuser & Talibam!: This Week is in Two Weeks (ESP-Disk 2020, mit Kevin Shea)
- Jessica Pavone, Lukas Koenig, Matt Mottel: Spam Likely (577 Records 2020)